# Montcalm (Quebec)
Montcalm es un municipio canadiense situado en la provincia de Quebec.

## Superficie
Montcalm tiene una superficie de 117,71 km².

## Demografía
En 2021, tenía 632 habitantes, una densidad poblacional de 5,4 hab./km², y 627 viviendas.